# Pitufeo
El pitufeo (en inglés: smurfing), en la jerga de la industria bancaria, es una práctica de lavado de activos para que personas naturales o jurídicas no justifiquen en informes de transparencia requeridos por la ley. Consiste habitualmente en dividir una gran transacción financiera en varias más pequeñas con ayuda de cómplices para pasar desapercibido del escrutinio por parte de los reguladores o la justicia.
El término, tanto en español como en inglés, se deriva de los pitufos, los diminutos personajes de cómic creados por Peyo. Se cree que fue acuñado por el abogado estadounidense Gregory Baldwin en los años 1980.